# Mychal Givens
Mychal Antonio Givens (né le 13 mai 1990 à Tampa, Floride, États-Unis) est un lanceur de relève droitier des Mets de New York de la Ligue majeure de baseball.

## Carrière
Mychal Givens est repêché en deuxième ronde par les Orioles de Baltimore en 2009. À son école secondaire Plant High de Tampa, en Floride, il se distingue tant comme lanceur (avec une moyenne de points mérités de 1,71 et 113 retraits sur des prises en 78 manches) que comme joueur de champ intérieur (moyenne au bâton de ,374). Il évolue comme arrêt-court dans les ligues mineures à ses trois premières saisons professionnelles et délaisse complètement le monticule. Entre deux campagnes aux États-Unis, il dispute la saison 2011-2012 de la Ligue australienne de baseball pour Perth Heat,.
Avant la saison 2013, il lui est suggéré par les Orioles de redevenir lanceur, et le jeune joueur accepte, conscient que ses performances inconstantes à l'attaque étaient en train de ruiner ses chances d'atteindre les majeures. Il lance au niveau A des ligues mineures en 2013 avant de jouer avec le club-école de niveau Double-A des Orioles en 2014 et 2015. Il obtient un premier appel vers les majeures après avoir maintenu une moyenne de points mérités de 1,60 en 39 manches et un tiers, avec 12 sauvetages et 54 retraits sur des prises pour les Baysox de Bowie en 2015. 
Mychal Givens fait ses débuts dans le baseball majeur comme lanceur de relève des Orioles de Baltimore le 24 juin 2015 face aux Red Sox de Boston.